# Јоланда Савојска
Јоланда или Виоланте Лудовика Савојска (11. јул 1487 — Женева, 12. септембар 1499) била је принцеза од Савојe.

## Биографија
Била је ћерка војводе Карла I Савојског и војвоткиње Бјанке од Монферата.
Њен отац је прерано умро 1490. године, остављајући војводство Карлу Ђованију Амедеу Савојском, Јоландином млађем брату. Са само две године, малом војводи се придружила и његова мајка, постављена за намесницу војводства Савоја.
1496. године, преминуо је и војвода Карло II. Из политичких и династичких разлога војвоткиња Јоланда је била удата за свог рођака Филиберта Савоју, наследника војводе Карла II Савоје. Брак је склопљен 1496. године, када је војвоткиња Јоланда имала само 9 година и трајао је до Јоландине смрти 1499. године.
Због младости девојке, која се удала са девет, а умрла у дванаестој, брак није имао наследнике.
Војвода Филиберто II се 1501. године, поново оженио надвојвоткињом Маргаретом Хабзбуршком.